# Allada Reddy
Allada Reddy o Gondesi Allada Reddy (rei 1414-1423) fou rei Reddy de Rajahmundry (Rajamahendravara Rajya o Rajamahendravaram). Va governar en nom del seu nebot Kumaragiri Reddy II de 10 anys, al que aviat va suplantar.
Per dues vegades va aconseguir rebutjar les forces de Pedakomati Vema Reddy de Kondavidu que van atacar el país i una vegada els va infringir una derrota humiliant. Va matar Choda Annadeva el 1415. Va fer tractats de pau amb Vijayanagar i Kalinga. El va succeir el seu fill Veerabhadra Reddy.